# Мортимер, Роджер, 4-й граф Марч
Ро́джер Мо́ртимер (англ. Roger Mortimer; 11 апреля 1374 — 20 июля 1398) — 4-й граф Марч, 6-й граф Ольстер, 6-й барон Мортимер из Вигмора, 5-й барон Женевиль и 14-й лорд Клер с 1381, лорд-лейтенант (наместник) Ирландии в 1382—1383, 1392—1398 годах, сын Эдмунда Мортимера, 3-го графа Марч, и Филиппы Плантагенет, 5-й графини Ольстер.
Рано остался сиротой; его богатство и высокое происхождение вызвали борьбу среди высшей английской знати за опеку над ним. Ближайший родственник и наследник короля Ричарда II, он долгое время оставался в стороне от политических конфликтов. После достижения совершеннолетия бо́льшую часть своей жизни Роджер провёл в Ирландии — королевским наместником (лейтенантом). Благодаря своей популярности возбудил подозрения у короля, приказавшего сместить его с поста наместника. Однако приказ был отдан тогда, когда Роджера уже не было в живых — он погиб в небольшой стычке с ирландскими кланами, оставив малолетних наследников.
Поскольку у короля Ричарда II не было детей, граф Марч рассматривался английской знатью как потенциальный наследник английского престола.

## Биография

### Детство
Роджер Мортимер родился 11 апреля 1374 года в городе Аск (Монмутшир). Он происходил из знатного рода Мортимеров, а по матери был правнуком короля Англии Эдуарда III. В следующее воскресенье после рождения он был крещён епископом Лландафа Роджером Крэдоком, который вместе с аббатом Глостера и настоятельницей Уска были его крёстными.
27 декабря 1381 года умер его отец, мать умерла ещё раньше. Роджеру, унаследовавшему все владения и титулы родителей, к тому моменту было только 7 лет. В состав земель, принадлежавших молодому графу, входили наследственные владения Мортимеров в Англии, Уэльсе и Валлийской марке, ирландские владения в Мите, включая Трим, а также наследство матери — принадлежавшие когда-то Клерам земли в восточной и южной Англии и на юго-востоке Уэльса, а также владения в Ольстере.
Как потомок Лайонела, герцога Кларенса, второго из выживших сыновей короля Эдуарда III, Роджер был ближайшим наследником не имевшего детей короля Ричарда II. Поэтому вопрос об опеке над малолетним графом стал одной из острых политических проблем в 1382—1384 годах. Первоначально поместья наследника, исключая те, которые оказались в руках исполнителей завещания покойного графа Марча, оказались разделены между несколькими незначительными сеньорами. Однако это вызвало недовольство крупной знати. Они заявили, что их интересы, как и интересы самого Роджера, не были учтены. В итоге король согласился удовлетворить их претензии, и 16 декабря 1383 года владения графа Марча в Англии и Уэльсе оказались под управлением графов Арундела, Нортумберленда, Уорика и барона Невилла. Личным опекуном Роджера был назначен граф Арундел. Однако уже в 1384 году по настоянию Джоанны Кентской, матери короля, новым опекуном стал её сын от второго брака — Томас Холланд, 2-й граф Кент. Новый опекун, чтобы привязать молодого графа Марча к себе, в 1388 году женил его на своей дочери Алиеноре.
24 января 1382 года Роджер, несмотря на малолетство, был назначен на пост лейтенанта Ирландии, который до этого занимал его отец. Его интересы там представлял дядя, сэр Томас Мортимер, незаконнорождённый сын Роджера Мортимера, 2-го графа Марч. Однако уже через год ситуация в Ирландии серьёзно обострилась — ирландская знать протестовала против подобного способа управления, в результате чего наместником был назначен герцог Глостер, дядя короля.
Большие владения Мортимеров, которые были сосредоточены в Уэльсе и Валлийской марке, дали управлявшим ими графам Арунделу и Уорику достаточно могущества для борьбы против короля Ричарда II в ходе мятежа лордов-апеллянтов в 1387 году. При этом Ричард II не имел официального наследника. Роджер рассматривался как вероятный кандидат на престол на случай, если Ричард II так и умрёт без наследников. В некоторых источниках приводится информация о том, что Роджер в октябре 1385 года был официально объявлен королём наследником престола, однако этому не находится документального подтверждения. В частности, в «Вестминстерской хронике» никаких сообщений об этом нет. В любом случае права Роджера на престол делали его заметной фигурой, которую пытались привлечь на свою сторону разные партии; при этом молодой граф сохранял хорошие отношения как со сторонниками короля, так и с его противниками.
Во время малолетства Роджера его личным состоянием управляли его дядя, Томас Мортимер, и Уолтер Бругг. По сообщению семейного летописца, они очень умело вели дела, в результате чего чистый доход составил 26 тысяч фунтов.

### Наместник Ирландии
23 апреля 1390 года король посвятил Роджера в рыцари. Однако попытка короля передать графу Марчу управление владениями до достижения им совершеннолетия натолкнулась на сопротивление Арундела и Уорика, управлявших этими владениями и не желавших раньше времени отдавать их наследнику. Только в марте 1393 года Роджер принёс оммаж за ирландские владения, а в феврале 1394 — за английские и валлийские, вступив в наследство.
В июле 1392 года Роджер вновь был назначен лейтенантом Ирландии. Однако отправиться туда он смог только в 1394 году, когда Ричард II понял, что необходимо срочно вмешаться в ирландские дела, если он не хочет потерять доходы от своих тамошних владений. В результате король организовал поход в Ирландию. Он начался в конце сентября 1394 года. Короля сопровождали: герцог Глостер; юный Роджер Мортимер, граф Марч; двоюродный брат короля Эдуард Норичский, граф Ратленд; единоутробный брат короля Джон Холланд; Томас Моубрей, граф Ноттингем. Также короля сопровождал ряд менее знатных баронов.
2 октября английская армия высадилась в Уотерфорде, после чего отправилась в Дублин. Кроме нескольких мелких стычек с ирландцами, сопротивления она практически не встретила. В Дублине Ричард занялся восстановлением своих прав. К нему прибыли ирландские вожди, получив в обмен на клятву верности подтверждение прав на свои земли. Прибыли также и все четыре ирландских короля, которых Ричард принял с почестями, возведя их в рыцари. Хотя ирландским правителям не очень понравилось, что Ричард велел им научиться английским манерам и надеть вместо традиционных килтов английские панталоны, они это стерпели. Из Ирландии Ричард отплыл 1 мая 1395 года, утвердив 28 апреля наместником графа Марча.
Роджер оставался наместником Ирландии до самой смерти. В апреле 1397 года назначение было продлено, однако при этом власть графа Марча была ограничена из-за назначения фаворита короля Уильяма Скроупа юстициарием Ленстера, Манстера и Лейта. Роджер проводил в Ирландии бо́льшую часть времени. При этом он практически не участвовал в политической жизни Англии этого времени. Он поддерживал тесные связи со своим младшим братом Эдмундом, обеспеченным благодаря щедрости Роджера владениями и деньгами. Также он был в хороших отношениях с могущественным родом Перси — Генри Хотспур, наследник графа Нортумберленда, был женат на Элизабет Мортимер, старшей сестре Роджера. Сохранились у него хорошие отношения и с бывшим опекуном, графом Арунделом, который женился вторым браком на Филиппе Мортимер, другой сестре Роджера. Однако происхождение и богатство графа Марча делали для него крайне сложной задачей оставаться в стороне от конфликта между Ричардом II и английской знатью.

### Гибель
В сентябре 1397 года граф Солсбери, доверенное лицо короля, возбудил иск против графа Марча, потребовав возвращения лордства Дэнби. Однако Роджер и его советники смогли решить проблему, договорившись с Томасом Диспенсером, недавно получившим титул графа Глостера, в результате чего тот отказался от каких-либо прав на Дэнби, Аск и Карлеон.
Король убедился в ненадёжности графа Марча, когда прислал ему 4 сентября 1397 года приказ об аресте Томаса Мортимера, дяди Роджера. Томас преследовался из-за связей с лордами-апеллянтами в 1386—1387 годах. Он бежал от преследования в Шотландию, откуда переправился в Ирландию к своему племяннику, предоставившему ему убежище. Получив приказ, граф Марч не проявил усердия для его выполнения, что возбудило подозрения короля. 15 октября 1397 года Роджер был вызван на парламентскую сессию в Шрусбери, которая должна была состояться в январе 1398 года. По сообщению семейного летописца Мортимеров и хрониста Адама из Аска (бывшего протеже Мортимеров), когда граф Марч прибыл из Ирландии 28 января 1398 года, его восторженно встретили сторонники, надевшие одежду в его родовых цветах. Роджер соблюдал осмотрительность и поклялся на кресте в Кентербери, что он будет соблюдать постановления парламента. Короля он не переубедил, но повода для каких-то действий против себя граф Марч не предоставил.
В дальнейшем Роджер вернулся в Ирландию, но король уже принял решение заменить его. По сообщению Адама из Аска, Ричард II вскоре послал в Ирландию герцога Суррея, чтобы тот сместил графа Марча. 27 июля 1398 года было объявлено, что полномочия Роджера как лейтенанта Ирландии истекают 1 сентября, после чего его сменит герцог Суррей. Однако к тому моменту Роджера уже не было в живых: 20 июля он погиб во время сражения с ирландцами около Келлзе, опрометчиво напав на некоторые Ленсерские кланы. Согласно семейной хронике, он был одет в ирландскую одежду, слишком далеко опередил своих людей, не был признан ими и тут же был убит.
Изуродованное тело (по сообщению хронистов, оно было разорвано на несколько частей) в итоге было похоронено в родовом Вигморском аббатстве. Гибель Роджера заставила Ричарда II предпринять новый поход в Ирландию, который закончился для него катастрофически.
Наследовал Роджеру старший сын Эдмунд Мортимер, которому в момент смерти отца не было ещё 7 лет. Вдова же Роджера вышла замуж вторично, она умерла в 1405 году.
Жизнь Роджера Мортимера описана в хронике Вигморского аббатства — родового аббатства Мортимеров, а также в хронике Адама из Аска, который был ставленником Мортимеров. Обе хроники сообщают, что Роджер был необычайно красив, являлся великолепным турнирным бойцом, храбрым, щедрым и гостеприимным, остроумным, приветливым и любящим шутки в разговоре. При этом даже в хрониках, которые были к нему панегирически настроены, неодобрительно сообщают, что он был достаточно свободного нрава и слишком небрежно относился к божественному. При этом никто из хронистов не сомневался в его популярности. Валлийский поэт Иоло Гох посвятил Роджеру панегирическую оду.

## Брак и дети
Жена: с ок. 7 октября 1388 года Алиенора Холланд (ок. 1373 — 6, 18 или 23 октября 1405), дочь Томаса Холланда, 2-го графа Кент, и Элис Фицалан. Дети:
- Анна Мортимер (27 декабря 1390 — сентябрь 1411); муж: с ок. мая 1406 года (папское разрешение 10 июня 1408) Ричард Конисбург (ок. сентября 1375 — 5 августа 1415), 3-й граф Кембридж с 1414 года. Их потомки унаследовали владения и титулы дома Мортимеров и их преимущественные права на английский престол;
- Эдмунд Мортимер (6 ноября 1391 — 18 января 1425), 5-й граф Марч, 7-й граф Ольстер, 7-й барон Мортимер из Вигмора, 6-й барон Женевиль, 14-й барон Клер с 1398;
- Роджер Мортимер (24 марта 1393 — ок. 1409);
- Элеанор Мортимер (ок. 1395 — после января 1414); муж: с 1409/1410 года сэр Эдвард де Куртене (ок. 1388 — август 1418), лорд Куртене, адмирал с 1418 года.

После смерти мужа Алиенора вышла замуж снова. Её вторым мужем стал Эдуард Черлтон (ок. 1371 — 14 марта 1421), 5-й барон Черлетон и лорд Поуис с 1401 года.